# Xavier Garcés Trillo
Xavier Garcés Trillo (Sabadell, Vallès Occidental; 16 de febrer de 1963) és un consultor informàtic i polític català, alcalde de la ciutat de Barberà del Vallès des de 2019 pel Partit dels Socialistes de Catalunya.

## Biografia
Garcés Trillo viu a Barberà del Vallès des de l'any 1971, ciutat en la qual ja residien els seus avis des de 1959. Va cursar educació primària a l'escola Can Llobet i l'educació secundària a Sabadell, ja que llavors no hi havia cap institut a la ciutat. Posteriorment, va fer parcialment la Llicenciatura de Ciències Econòmiques i Empresarials a la UAB. Des de molt jove va participar com a esportista, entrenador i directiu de la Unió Esportiva Barberà i va ser representant de les entitats esportives al Patronat d'Esports Municipal d'aquell moment.
Va col·laborar amb monitor de bàsquet a les escoles municipals i va formar part de la Comissió Constituent d'Agermanament amb ciutats d'altres països amb la nostra ciutat. Professionalment ha desenvolupat tasques en diferents empreses privades dins del món de la consultoria de gestió i solucions informàtiques durant deu anys. Com a emprenedor, va crear una societat de serveis per a les empreses, on encara desenvolupa la seva activitat professional. És militant socialista des de l'any 1988 i ha format part de diferents òrgans del partit en l'àmbit municipal, comarcal i nacional.
En 2007 va ser triat regidor a l'Ajuntament de Barberà del Vallès amb diferents responsabilitats i àrees municipals (Àrea econòmica, Hisenda i Promoció Econòmica). Va ser tinent d'alcalde fins a l'any 2015 i fins a maig de 2019 regidor del grup municipal socialista de Barberà a l'oposició.
Des de juny de 2019 va ser cap de llista del PSC de Barberà del Vallès i va aconseguir l'Alcaldia de Barberà del Vallès -càrrec que va revalidar a les eleccions municipals del 2023- i president del Consell Comarcal del Vallès Occidental des del 12 de desembre de 2024.